# Universitatea de Medicină, Farmacie, Științe și Tehnologie „George Emil Palade” din Târgu Mureș
Universitatea de Medicină, Farmacie, Științe și Tehnologie „George Emil Palade” din Târgu Mureș (scurt UMFST), în maghiară Marosvásárhelyi Orvosi, Gyógyszerészeti, Tudomány és Technológiai Egyetem (scurt MOGYTTE), este o instituție de învățământ superior de stat și de cercetare din Târgu Mureș, România, considerată a fi una dintre cele mai prestigioase, cu statut multicultural și multilingvistic, conform Legii Educației Naționale, înființată în anul 1945. Este integrată sistemului național de învățământ superior, care asigură pregătirea universitară și postuniversitară în domeniul științelor medicale și farmaceutice, organizează și coordonează cercetarea științifică și cooperarea națională și internațională în domeniile științei și pregătirii universitare și postuniversitare medico-farmaceutice. În septembrie 2018, Universitatea de Medicină și Farmacie din Târgu Mureș, așa cum era cunoscută până atunci (scurt UMF Târgu Mureș, în maghiară Marosvásárhelyi Orvosi és Gyógyszerészeti Egyetem, în latină Universitas Medicinae et Pharmaciae Novum Forum Siculoris), a preluat prin absorbție Universitatea Petru Maior din Târgu Mureș, devenind astfel o universitate multidisciplinară. Universitatea poartă numele omului de știință George Emil Palade.

## Istoric

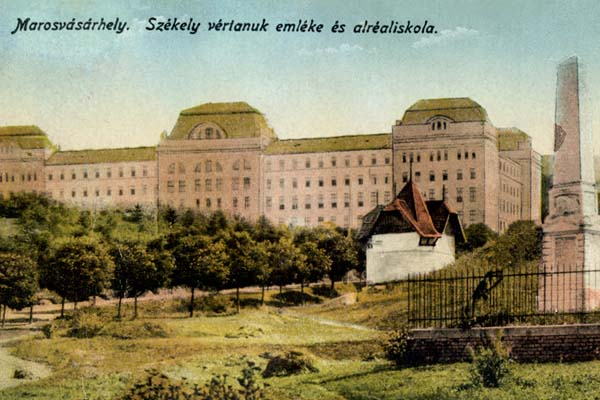
Clădirea univerității împreună cu Monumentul Secuilor Martiri pe o carte poștală din perioada austro-ungară

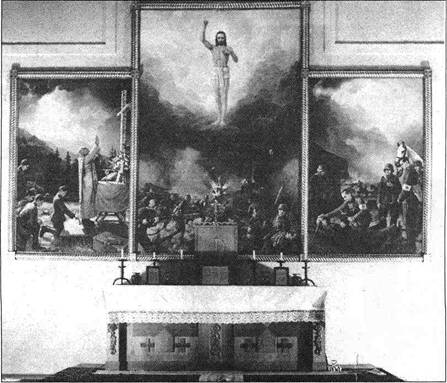
Altarul capelei care a fost utilizat între anii 1941-1945

Liceul Militar în 1945, astăzi Universitatea de Medicină și Farmacie

Universitatea își are obârșia în anul 1565 când Dieta Transilvaniei a hotărât înființarea unui colegiu de medicină în orașul liber regesc Cluj. Pentru garantarea unei stabilități a instițutiei cât și pentru prestigiu, au fost aduși din Elveția și Franța oameni competenți la catedrele colegiului. Printr-un decret din 12 mai 1581, s-a decis înființarea unui colegiu iezuit, condus și administrat de Ordinul Iezuiților. Aceasta instituție nu a avut, însă, o existență îndelungată. În 1774 colegiul iezuit a fost înlocuit de un altul, organizat și administrat de piariști. 
În 12 octombrie 1872, împăratul Franz Joseph al Austriei a fondat Universitatea Franz Josef din Cluj, cu predare în limba maghiară în care făcea parte Facultatea de Medicină.
După sfârșitul primului război mondial și Unirea Transilvaniei cu România, statul român a preluat clădirile universitare din Cluj pentru nou înființata universitate cu limba de predare în română, Ferdinand I, fapt pentru care garda profesorală și studenții maghiari au mutat instituția lor la Seghedin.
Clădirea Universității din Târgu Mureș a fost construită între anii 1906-1907 de către primăria orașului, în timpul mandatului primarului Dr. György Bernády, pentru gimnaziul cezaro-crăiesc, care a fost mutat din Eisenstadt/Kismarton, pe atunci în Ungaria, la Târgu Mureș. Proiectul câștigător a fraților Grünwald a fost realizat pe terenul din zona Kosárdomb (astăzi Cartierul Cornișa) pe strada Szent István, care a făcut parte din patrimoniul orașului. Cea mai mare clădire a complexului este cea a școlii, care are trei etaje. Construită în stil secesionist maghiar cu elemente vieneze, clădirea găzduia cursurile pentru tinerii militari. În apropierea școlii, pe aceași parcelă a fost construită clădirea cu două etaje în care se găseau apartamentele profesorilor și cazarma elevilor. Deschiderea festivă a școlii militare s-a realizat la 5 octombrie 1909. 
În 1919 autoritățile regale române au decis transformarea instituției în liceu militar. Drept urmare, a funcționat ca atare între anii 1920-1940. 
După dictatul de la Viena, Ministerul Apărării Naționale (maghiară Honvédelmi Minisztérium) din Budapesta a decis ca activitatea originală să fie reluată. Tot în 1940 a revenit la Cluj și o parte din Universitatea Ferenc József, refugiată în 1919 la Seghedin.
În 1945, după reintegrarea Transilvaniei de Nord în cadrul României, Universitatea maghiară din Cluj a fost reînființată sub numele de Universitatea Bolyai. De asemenea, în 1945 autoritățile române au decis revenirea la Cluj a Universității Ferdinand I (redenumită Universitatea Victor Babeș), refugiată în 1940 la Sibiu. Pentru că tehnic nu ar fi fost loc la Cluj pentru două facultăți de medicină, una cu limbă de predare română și una cu limbă de predare maghiară, autoritățile au mutat facultatea de medicină din cadrul Universității Bolyai la Târgu Mureș, în clădirea fostului liceu militar, unde a funcționat între 1945-1948.
În 1948, după reforma învățământului, a fost înființat Institutul Medico-Farmaceutic (în maghiară Orvosi és Gyógyszerészeti Intézet), un institut de sine stătător cu limba de predare maghiară, cu următoarele facultăți: medicină generală, pediatrie, igienă, stomatologie și farmacie. Primul rector al institului a fost Lajos Csőgör. În 1953 institutul a înființat grădina botanică, ca bază de învățământ pentru Facultatea de Farmacie. Între 1951-1958 a avut trei facultăți: medicină generală, pediatrie și farmacie. În anul 1958-1959 facultatea de pediatrie s-a transformat în secție, iar începând din anul 1960-1961 a funcționat din nou secția de stomatologie, care a fost transformată în facultate în anul universitar 1965-1966. Facultatea de Farmacie și-a încetat activitatea între 1986-1990.

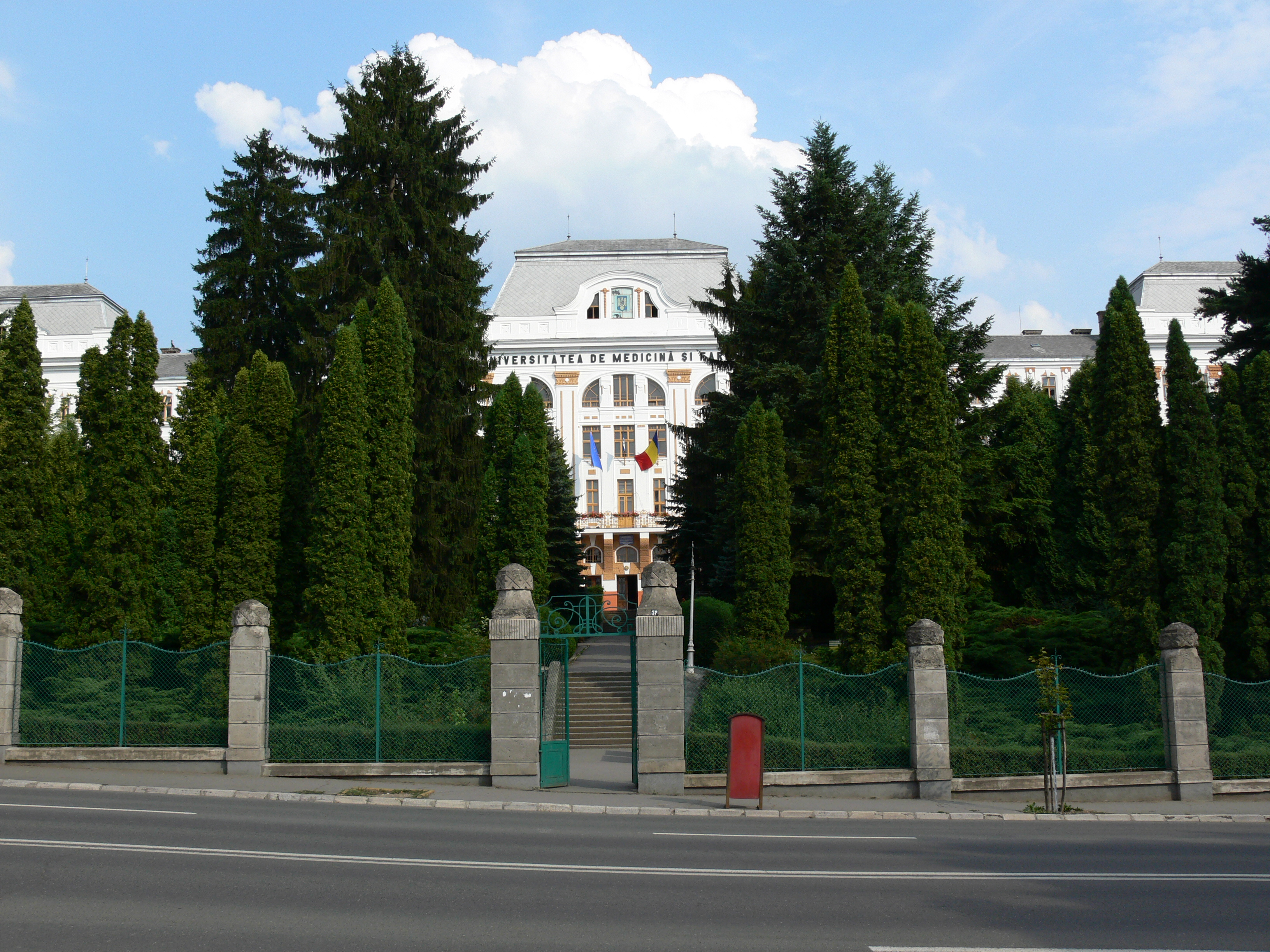
Clădirea universității astăzi

Chiar dacă intenția autorităților comuniste au fost aceea la înființarea Institutul Medico-Farmaceutic de a deservi dorința comunității maghiare de a învăța medicina în limba maternă și de accea au aprobat în 1945, 1946 și 1948 modificările legii educației, în 1962 a fost înființată secția română. Metodologia de predare a fost schimbată și cursurile pentru studenții maghiari au devenit bilingve, iar practica se ținea exclusiv în limba română chiar de către cadrele de etnie maghiară care inițial au ținut ore și pentru cealaltă secție. După 1980 situația din sănătate a devenit și mai tensionată, locurile pentru tinerii medici de etnie maghiară au fost repartizate în așa fel încât au primit posturi mai ales în zonele locuite preponderent de români. Statistica arată clar fenomenele artificiale din sistemul sănătății din aceea perioadă: În 1963 din 88 studenți care au terminat universitatea, 81 erau de etnie maghiară, 2 de etnie română și 5 de altă etnie, iar în anul 1985 din 240 rezidenți 172 au fost români, 67 maghiari și o singură persoană de altă etnie. 
Următorul tabel arată reapartizarea studenților de etnie maghiară între anii 1972 - 1989: 
| Județul         | Numărul absolvenților | Numărul lor în procent |
| --------------- | --------------------- | ---------------------- |
| Bacău           | 302                   | 13,54 %                |
| Mureș           | 261                   | 11,70 %                |
| Harghita        | 180                   | 8,07 %                 |
| Neamț           | 178                   | 7,98 %                 |
| Botoșani        | 136                   | 6,10 %                 |
| Covasna         | 109                   | 4,89 %                 |
| Satu Mare       | 100                   | 4,48 %                 |
| Sălaj           | 95                    | 4,26 %                 |
| Bihor           | 87                    | 3,90 %                 |
| Maramureș       | 70                    | 3,14 %                 |
| Iași            | 64                    | 2,87 %                 |
| Bistrița-Năsăud | 61                    | 2,73 %                 |
| Suceava         | 52                    | 2,33 %                 |
| Arad            | 49                    | 2,19 %                 |
| Vrancea         | 42                    | 1,88 %                 |

Tensiunile acumulate în perioada comunistă s-a concretizat în conflictul interetnic care a avut loc între 19 martie și 21 martie 1990 la Târgu Mureș, în cursul căruia cinci oameni și-au pierdut viața, sute de oameni au fost brutalizați și răniți, iar conviețuirea interetnică în Târgu Mureș a fost alterată considerabil pentru o perioadă de timp. În premisele evenimentelor stau cererile comunității maghiare de a redobândi drepturile pierdute în perioada comunistă.  La data de 10 februarie 1990 la Târgu Mureș aproape 100.000 de etnici maghiari au participat la un marș al tăcerii, ținând în mână o carte și o lumânare. Participanții cereau secție maghiară la Universitatea de Medicină și Farmacie cu locuri stabile, garantată de lege, înființarea Universității Bolyai din Cluj, reorganizarea rețelei de școli cu predare în limba maghiară și dreptul de a folosi liber limba maghiară. După o lună fără rezultate demonstrațiile au început și în cadrul studenților mediciniști, care au sabotat activitatea instituției într-un mod creativ: n-au mers la ore și au stat jos pe holuri alcătuind lanțuri vii. 
În anul 1991 institutului i se atribuie denumirea de Universitate de Medicină și Farmacie.

## Situația învățământului în limba maghiară
Universitatea de Medicină și Farmacie din Târgu Mureș, potrivit Legii educației naționale, are statut de universitate multiculturală și multilingvă în limbile română și maghiară împreună cu Universitatea Babeș-Bolyai din Cluj (limbile română, maghiară și germană) și Universitatea de Arte din Târgu Mureș (limbile română și maghiară). În instituțiile de învățământ superior multiculturale și multilingve se constituie secții/linii cu predare în limbile minorităților naționale.
Până când legea a fost implementat în practică și creat structurile academice necesare la Universitățile Babeș-Bolyai și Universitatea de Arte din Târgu Mureș, conducerea Universității de Medicină și Farmacie a respins idea de a crea departamente în limba maghiară și introducerea limbii maghiare în lucrările practice ținute exclusiv în limba română, creând un program de studiu bilingv. 
Situația tensionată între conducerea universității și profesorii maghiari a fost calmată în 2012 de protocolul care conține 7 puncte, negociat cu fostul ministru al Educației, Ecaterina Andronescu. Cadrele maghiare au fost de acord cu amânarea înființării departamentelor liniei maghiare, până la finalizarea procedurilor de evaluare-reacreditare, întrucât în acel moment exista doar o acreditare comună pentru programele de studiu în limba română și maghiară. După semnarea protocolului boicotul profesoral și studențesc din structurile universitare a fost amânat, posturile de prorector, prodecani, membrii de senat și consiliu administrativ au fost reocupate de comunitatea maghiară.
În 2014 după acreditarea programului de studiu de medicină generală în limba maghiară, ultimul punct din protocol, senatul Universității de Medicină și Farmacie a respins discutarea înființării departamentelor în limba maghiară. Adunarea Generală a cadrelor maghiare a decis, la ședința din 1 aprilie 2014, că organizarea departamentelor în limba maghiară nu suportă amânare și, în semn de protest, a hotărât retragerea tuturor conducătorilor numiți în funcții de conducere, adică prorectorul și prodecanii.

## Facultăți și specializări
În prezent, Universitatea de Medicină, Farmacie, Științe și Tehnologie "George Emil Palade" din Târgu Mureș funcționează cu următoarele 7 facultăți cu studii de lungă sau scurtă durată:
- Facultatea de Medicină:
  - specializarea medicină - 6 ani
  - specializarea medicină (militară) - 6 ani
  - specializarea asistență medicală generală - 4 ani
  - specializarea nutriție și dietetică - 3 ani
  - specializarea balnefiziokinetoterapie și recuperare - 3 ani
- Facultatea de Medicină Dentară:
  - specializarea medicină dentară - 6 ani
  - specializarea tehnică dentară - 3 ani
- Facultatea de Medicină Engleză:
  - specializarea medicină limba engleză - 6 ani
  - specializarea medicină limba engleză Hamburg - 6 ani
- Facultatea de Farmacie:
  - specializarea farmacie - 5 ani
  - specializarea cosmetică medicală și tehnologia produsului cosmetic - 3 ani
- Facultatea de Inginerie și Tehnologia Informației:
  - Tehnologia construcțiilor de mașini - 4 ani
  - Inginerie economică industrială - 4 ani
  - Energetică și tehnologii informatice - 4 ani
  - Automatică și informatică aplicată - 4 ani
  - Arhitectură în limba engleză (sistem integrat licență+masterat) - 6 ani
  - Inginerie medicală - 4 ani
  - Informatică (în limba română și maghiară) - 3 ani
  - Sisteme de producție digitale - 4 ani

- Facultatea de Științe și Litere:
  - Istorie - 3 ani
  - Limba și literatura română - Limba și literatura engleză - 3 ani
  - Limbi moderne aplicate ( engleză, franceză, germană) - 3 ani
  - Comunicare și relații publice - 3 ani
  - Comunicare și media emergente
  - Științe politice - 3 ani
  - Studii de securitate - 3 ani
  - Pedagogia învățământului primar și preșcolar - 3 ani
  - Educație fizică și sportivă - 3 ani
  - Program pregătitor de limba română pentru cetățeni străini - 1 an
- Facultatea de Economie și Drept:
  - Management - 3 ani
  - Economia comerțului, turismului și serviciilor - 3 ani
  - Finanțe și bănci - 3 ani
  - Contabilitate și informatică de gestiune - 3 ani
  - Administrație publică - 3 ani
  - Drept - 4 ani

Universitatea oferă, de asemenea, programe de studii universitare de masterat și doctorat.

### Facultatea de Medicină
Facultatea de Medicină are urmatoarele linii de predare: română, maghiară și engleză.
În 1945 a început istoria învățământului medical la Târgu Mureș, o poveste plină de transformări și evoluție. Totul a început în cadrul Facultății de Medicină a Universității Bolyai din Cluj, când această universitate a fost înființată prin Decretul nr. 407/1945. În acea perioadă, Facultatea de Medicină a fost mutată la Târgu Mureș, iar celelalte facultăți și-au început activitatea la Cluj, inclusiv Facultatea de Medicină.
În 1948, în urma unei reforme a învățământului, s-a înființat Institutul Medico-Farmaceutic, o instituție de sine stătătoare, cu mai multe facultăți, printre care și Stomatologia. Acest institut a cunoscut diverse transformări în perioada 1951-1958, cu Facultățile de Medicină Generală, Pediatrie și Farmacie, iar apoi, în 1958-1959, Facultatea de Pediatrie s-a transformat în secție. În anul universitar 1965-1966, secția de Stomatologie a redevenit facultate.
În următorii 25 de ani facultatea a avut cadre didactice de excepție și absolvenți care au adus renumele acesteia în întreaga lume. În anul 1991, institutului i s-a schimbat denumirea în Universitate de Medicină și Farmacie, devenind o universitate de prestigiu cu specializări medicale moderne.
În 1965 Institutul de Medicină și Farmacie Târgu Mureș a obținut dreptul de a acorda titlul științific de doctor în medicină, marcând o creștere semnificativă în numărul coordonatorilor de doctorat și al doctoranzilor.
În perioada 1980-1985 decanul IMF Târgu Mureș a fost Francisc Fodor.
După anul 1990 au avut loc schimbări semnificative atât în structura facultății, cât și în programele de învățământ. În 2019, s-a deschis o nouă pagină în istoria universității, cu înființarea Facultății de Medicină în limba engleză, oferind programe de studiu atractive pentru studenții internaționali.  Arhivat în 23 octombrie 2023, la Wayback Machine.

### Facultatea de Medicină - Limba engleză
Începând cu anul universitar 2019/2020, Universitatea de Medicină, Farmacie, Științe și Tehnologie „George Emil Palade” din Târgu Mureș a introdus o nouă facilitate academică în cadrul instituției - Facultatea de Medicină în limba engleză. Această facultate oferă programe de studiu de Licență cu un total de 360 de credite transferabile. Aceste programe includ:
Medicină în limba engleză - Târgu Mureș/ Hamburg  Arhivat în 23 octombrie 2023, la Wayback Machine.

### Facultatea de Medicină Dentară
Facultatea de Medicină Dentară este singura din România care are o serie de predare în limba maghiară.

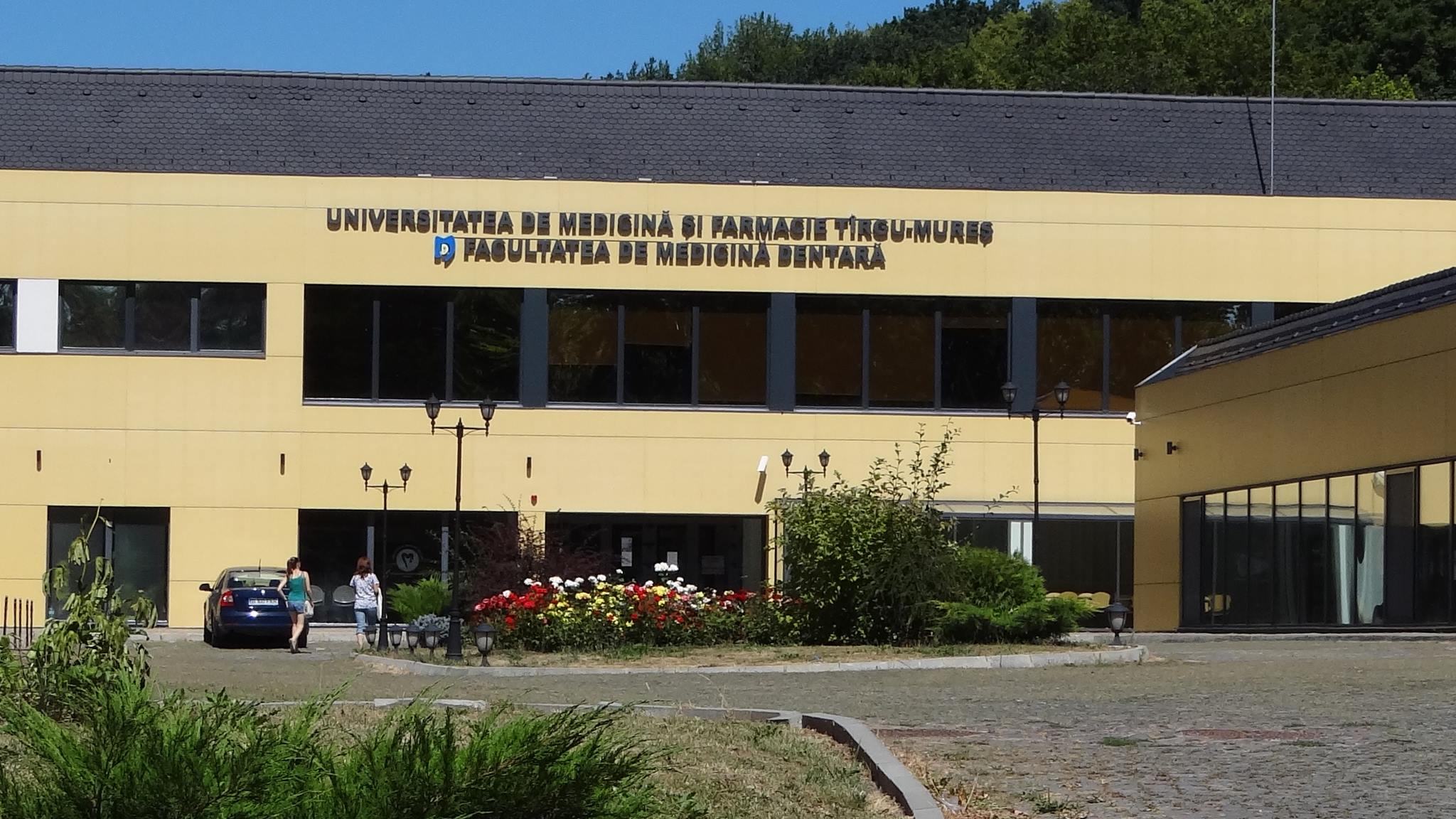
Clădirea Facultății de Medicină Dentară

Secția de stomatologie în cadrul Institutului de Medicină - Farmaceutic a fost înființat în anul 1960, când au fost mutați studenții dentari maghiari din Cluj la Târgu Mureș. Primul conducător al structurii a fost Lajos Csőgör. Începând cu anul universitar 1965-1966 secția de stomatologie a institutului a fost transformată în facultate, funcționând ca atare și astăzi. După anul 1990, s-au produs schimbări majore în structura facultății și în programele de învățământ conform cerințelor de armonizare cu legislația UE în domeniu. La ora actuală facultatea are 53 de cadre didactice proprii.
Începuturile învățământului stomatologic la Târgu Mureș datează din toamna anului 1945, când Universitatea de Științe Bolyai și-a mutat Facultatea de Medicină de la Cluj la Târgu Mureș.
În perioada 1945-1948, învățământul stomatologic s-a desfășurat ca o specializare în cadrul Facultății de Medicină Generală. Profesorul dr. Csogor Lajos a condus Clinica de Stomatologie și a fost și rector al Universității Bolyai până în 1949. Actele administrative legate de învățământul stomatologic au fost semnate de Feszt Gyorgy ca decan al Facultății de Medicină în această perioadă, iar între 1949-1950 de către profesorul dr. Săbădeanu Vasile, decan al Facultății de Sănătate Publică.
În data de 3 august 1948, a avut loc o reformă a învățământului stomatologic, prin care acesta a fost reorganizat în cadrul Institutelor de Medicină și Farmacie din țară. Prin Decretul 175 din 25 octombrie 1948 al Ministerului Educației, semnat de Gh. Vasilichi, s-au înființat facultăți de stomatologie ca secții ale IMF-urilor în cinci centre din țară: București, Cluj, Iași, Timișoara și Târgu Mureș. Cu toate acestea, în 1951, printr-o hotărâre a Ministrului Sănătății, s-a decis ca să rămână doar două facultăți de stomatologie în țară, la Cluj și la București, iar studenții de la Târgu Mureș au fost mutați la Cluj. Acest lucru a dus la absența absolvenților de stomatologie la Târgu Mureș până în 1965.
În anul 1960, învățământul medical stomatologic a fost reluat ca secție a Institutului de Medicină și Farmacie din Târgu Mureș, marcând începutul predării în limba română în anul 1962. Profesorii Csogor Lajos și Guzner Miklos au contribuit la această schimbare, numind asistenți dintre cei mai buni absolvenți de la Cluj pentru toate cele 4 subunități clinice ale secției.
În 1965, Facultatea de Stomatologie devine o entitate organizatorică de sine stătătoare în cadrul IMF-ului. Această perioadă a fost marcată de contribuția semnificativă a profesorilor Bocskay Istvan, Monea Alexandru, Ieremia Lucian și Cristoloveanu Radu la dezvoltarea și afirmarea școlii de stomatologie din Târgu Mureș.
În anul 1990, Facultatea de Stomatologie a cunoscut o nouă etapă, cu prof.dr. Monea Alexandru în funcția de decan. Această perioadă a fost caracterizată de înnoirea facultății, introducerea programului de studiu cu durata de 6 ani în 1991, și dezvoltarea diverselor discipline și oferte educaționale, inclusiv introducerea ortodonției fixe în programa de specialitate în 1995/96.
În anul 1993, s-a introdus învățământul de scurtă durată prin Colegiul Universitar Medical de Tehnică Dentară, care a avut un mare succes.
În perioada 2000-2008, facultatea și-a consolidat prezența națională și internațională, organizând manifestări științifice și contribuind la integrarea învățământului de medicină dentară în contextul european.
După anul 2000, decanii facultățății au fost: Popșor Sorin, Suciu Mircea, Păcurar Mariana, și începând cu 2016, Bica Cristina  Arhivat în 23 octombrie 2023, la Wayback Machine.

### Facultatea de Farmacie
Facultatea de Farmacie a Universității de Medicină, Farmacie, Științe și Tehnologie „George Emil Palade" din Târgu Mureș are o istorie remarcabilă de peste 70 de ani, caracterizată de evoluții semnificative și contribuții notabile la învățământul farmaceutic din România.
Înființată în 1948, cu predare în limba maghiară, facultatea a avut de-a lungul timpului un caracter bilingv român-maghiar, începând cu anul 1962. Deși a trebuit să facă față unui context politic dificil până în 1989, Facultatea de Farmacie din Târgu Mureș a devenit cunoscută pentru pregătirea profesională de calitate a absolvenților săi și pentru mediul său educațional multicultural.
După evenimentele din 1989, facultatea și-a orientat eforturile spre reluarea legăturilor cu universitățile europene și adaptarea învățământului farmaceutic la standardele Uniunii Europene. Această perioadă a adus modernizarea curriculumului universitar, introducerea de discipline noi și adoptarea sistemului de credite transferabile.
Facultatea s-a adaptat la schimbările din industria farmaceutică și a revenit la statutul de profesie liberală, ceea ce a dus la diversificarea oportunităților de studiu. Aceasta a inclus înființarea învățământului farmaceutic de scurtă durată și specializările în Asistența de Farmacie, Cosmetică Medicală și Tehnologia Produsului Cosmetic, Chimie Medicală și Chimie Tehnologică.
Facultatea de Farmacie a avut o contribuție semnificativă în învățământul și cercetarea farmaceutică din România. A oferit programe postuniversitare, cursuri de perfecționare și doctorate în diferite domenii farmaceutice. De-a lungul timpului, aceasta a contribuit la dezvoltarea resursei umane calificate în domeniul farmaceutic și a răspuns nevoilor pieței muncii din farmacie, medicină și cercetare.
Universitatea de Medicină, Farmacie, Științe și Tehnologie „George Emil Palade" din Târgu Mureș oferă numeroase oportunități de studiu și cercetare în domeniul farmaceutic prin programe de masterat și doctorate, pregătind astfel profesioniști calificați și contribuind la dezvoltarea continuă a acestui domeniu.  Arhivat în 23 octombrie 2023, la Wayback Machine.

### Facultatea de Inginerie și Tehnologia Informației
Universitatea Tehnică din Târgu Mureș a dezvoltat o tradiție bogată în domeniul învățământului superior tehnic, care a început în anul 1976. În acel moment, instituția și-a concentrat resursele pe pregătirea specialiștilor din domeniul tehnic, oferind trei specializări. De-a lungul anilor, instituția s-a dezvoltat și a evoluat, devenind astfel Universitatea Tehnică cu patru secții principale de inginerie, axate pe domeniile mecanic și electric.
Profesorii și cadrele didactice dedicați ai universității noastre au contribuit cu pasiune și devotament la construirea unui sistem de învățământ superior diversificat și instituționalizat. Astăzi, Facultatea de Inginerie și Tehnologia Informației este o parte importantă a acestui moștenitor academic, adăugând noi dimensiuni și valori în cadrul activității tehnice universitare din Târgu Mureș.
Facultatea noastră de Inginerie și Tehnologia Informației este orientată către dezvoltarea unor programe educaționale și de cercetare care să răspundă atât nevoilor profesiei, cât și nevoilor societății în ansamblu. Acreditarea și autorizarea programelor noastre de studii de către Agenția Română de Asigurare a Calității în Învățământul Superior (ARACIS) confirmă calitatea învățământului nostru.
Facultatea noastră oferă o gamă largă de programe de studii, inclusiv Automatică și informatică aplicată, Ingineria sistemelor electroenergetice, Inginerie medicală, Informatică, Tehnologia construcțiilor de mașini și Inginerie economică industrială. În plus, pentru a răspunde diversității culturale a universității și cerințelor pieței, am introdus și un program de studii în limba maghiară pentru domeniul Informatică, și suntem în curs de dezvoltare a altor programe în limbi străine.
Absolvenții noștri au posibilitatea de a continua pregătirea profesională prin programele noastre de studii de masterat acreditate de ARACIS. În plus, Facultatea noastră găzduiește o școală doctorală în două domenii științifice: Inginerie și Management, respectiv Informatică.
Programelor noastre de studii sunt incluse în baza de date "European Engineering Education Database"  și sunt evaluate în clasamentul european Engirank , care se concentrează pe domeniul ingineriei.
Viziunea noastră pentru dezvoltarea ulterioară a Facultății de Inginerie și Tehnologia Informației este de a ocupa o poziție de vârf în ierarhia facultăților tehnice la nivel național. Programele noastre de studii sunt actualizate constant pentru a reflecta nivelul curent al cunoștințelor din domeniu, și ne străduim să menținem performanțe ridicate prin intermediul unui sistem de monitorizare a indicatorilor de calitate.
În procesul educațional, promovăm învățământul interactiv și centrat pe student, folosind metode inovative precum învățarea bazată pe proiect, învățarea bazată pe probleme, învățarea hibridă și învățarea mobilă. Pregătirea profesională este abordată în mod orizontal, oferind o gamă diversificată de cursuri opționale și facultative într-un nou cadru organizatoric.
Facem eforturi constante pentru a colecta feedbackul studenților cu ajutorul platformei electronice de evaluare în cadrul procesului de "Smart Quality", cu scopul de a îmbunătăți continuu calitatea proceselor de predare și cercetare din facultate și de a spori satisfacția studenților.
Fiecare specializare din cadrul facultății are un portofoliu academic electronic care documentează și evidențiază învățarea studenților, contribuind la atractivitatea specializărilor. Lucrările de licență și de disertație se bazează pe cercetări aplicative desfășurate în colaborare cu mediul economic și sunt un aspect important al pregătirii noastre academice.
Facilităm învățarea avansată a studenților în metodologia cercetării științifice și promovăm cercetările studenților prin publicații în cadrul sesiunii științifice studențești "Inov8ing" .
Promovăm conceptul de interdisciplinaritate în inginerie prin competiții de tip hackathon, în care studenții lucrează în echipe pentru a rezolva probleme reale din industrie, având oportunitatea de a colabora cu manageri și specialiști din companii.
Realizăm un recrutament inteligent, atrăgând cei mai talentați studenți și cadre didactice, și colaborăm strâns cu angajatorii din regiune pentru a oferi stagii de practică și internshipuri relevante.
Laboratoarele noastre sunt dotate cu tehnologie de vârf, inclusiv utilaje industriale și imprimante 3D, pentru a pregăti studenții pentru activitatea industrială. Promovăm sustenabilitatea și protecția mediului prin evenimente și proiecte în parteneriat cu agențiile de profil și companiile.
Cercetarea științifică în cadrul facultății este susținută de trei centre de cercetare: Centrul de Cercetări Avansate în Tehnologia Informației, Centrul de Cercetări Interdisciplinare Biomedicale și Centrul de Cercetări în Ingineria Calității și Fabricație Digitală. Aceste centre dezvoltă proiecte de cercetare în acord cu strategia națională și prioritățile programului european Orizont 2020.
Revista științifică a facultății, "Acta Marisiensis - Seria Technologica" , este publicată în editura DeGruyter - Sciendo și este indexată în numeroase baze de date relevante. În plus, organizăm anual conferința internațională "Interdisciplinaritate în Inginerie INTER-ENG" în parteneriat cu instituții de prestigiu, precum Academia de Științe Tehnice din România, McMaster University și Zagazig University.
Prin promovarea modelelor didactice inovatoare, atragerea tinerilor talentați și stimularea cercetării de înaltă calitate, Facultatea de Inginerie și Tehnologia Informației se angajează să atingă excelența în toate aspectele sale de activitate.

### Facultatea de Științe și Litere - Petru Maior
Începând cu anul universitar 2019-2020, Facultatea de Științe și Litere din cadrul Universității de Medicină, Farmacie, Științe și Tehnologie „George Emil Palade” din Târgu Mureș a primit numele ilustrului Petru Maior. Acesta a fost un istoric, filolog, scriitor și protopop greco-catolic ardelean, a cărui contribuție culturală și politică în cadrul Școlii Ardelene a avut un impact semnificativ asupra dezvoltării societății și identității românești în perioada modernă. Facultatea își menține astfel patronajul academic al lui Petru Maior, care a fost legat de vechea Universitate "Petru Maior" din Târgu Mureș, instituție care s-a unit mai târziu cu Universitatea de Medicină și Farmacie din Târgu Mureș pentru a forma noua Universitate de Medicină, Farmacie, Științe și Tehnologie „George Emil Palade”. Aceasta a fost unul dintre cele mai importante proiecte instituționale din domeniul academic din România în ultimele trei decenii.
Istoria Facultății de Științe și Litere „Petru Maior” își are începuturile în anul 1960, odată cu înființarea Institutului Pedagogic de trei ani din Târgu Mureș. Inițial, instituția a funcționat cu două secții și a pregătit cadre didactice în diverse specializări, cum ar fi română-istorie, română-maghiară, istorie-geografie, matematică-fizică, chimie, fizică, muzică, matematică, educație fizică și institutori. De-a lungul anilor, profilul școlii s-a schimbat, devenind mai tehnic, însă colectivul de cadre didactice cu specializare umanistă a continuat să-și desfășoare activitatea în domeniul educației și cercetării. În anul 1993, în linie cu această tradiție, a fost înființată Facultatea de Științe și Litere ca parte a Universității „Petru Maior” din Târgu Mureș, alături de Facultatea de Inginerie și Colegiul Universitar.
Facultatea de Științe și Litere „Petru Maior” își menține tradiția pluridisciplinară și oferă o gamă variată de programe de studii în domenii precum Filologie, Științe ale Comunicării, Istorie, Științe Politice, Educație Fizică și Sportivă, precum și Științe ale Educației. Studenții au oportunitatea de a aprofunda studiile în specializări cum ar fi Filologie, Istorie și Educație Fizică și Sportivă.
Cursurile, seminariile și lucrările practice oferite de Facultatea de Științe și Litere „Petru Maior” sunt aliniate cu cerințele și contextul economic contemporan, iar facultatea dispune de dotări tehnice de ultimă generație. Laboratoarele sunt echipate cu tehnologie de vârf, iar accesul la internet este asigurat în toate clădirile. De asemenea, facultatea are la dispoziție o sală dedicată traducerilor consecutive și simultane, dotată cu aparatură modernă, precum și o bibliotecă bogată în volume și publicații seriale, cu acces la baze de date internaționale prestigioase.
Pregătirea studenților se concentrează pe dezvoltarea creativității, a gândirii critice și a capacității de inovare, promovând inovația și cercetarea. Facultatea este angajată în furnizarea unei educații de înaltă calitate și în stimularea resurselor intelectuale ale studenților.  Arhivat în 8 septembrie 2023, la Wayback Machine.

### Facultatea de Economie și Drept
Învățământul superior în domeniul economic, juridic și administrativ s-a dezvoltat în cadrul Universității de Medicină, Farmacie, Științe și Tehnologie George Emil Palade din Târgu Mureș ca răspuns la cererea de specialiști în aceste domenii, la nivel local și regional. În anul 1993, a fost introdusă prima specializare de licență în domeniul economic, și anume "Managementul firmei". În 1995, s-a înființat specializarea "Administrație publică", iar în 2000, "Contabilitate și informatică de gestiune". Datorită succesului acestor specializări și dezvoltării cadrelor didactice, în anul universitar 2002-2003, cele trei specializări au fost unite pentru a forma Facultatea de Științe Economice și Administrative. În 2003, s-a adăugat specializarea "Drept", iar din 2004, "Economia comerțului, turismului și serviciilor" și "Finanțe și bănci". Aceste schimbări au condus la modificarea denumirii facultății, care a devenit Facultatea de Științe Economice, Juridice și Administrative.
În anul 2016, a fost introdus primul program de licență în limba engleză, numit "Commerce, Tourism and Services Economy". Facultatea a adoptat o nouă denumire în anul universitar 2018-2019, devenind Facultatea de Economie și Drept, cu echivalentul în limba engleză, "Faculty of Economics and Law". Facultatea și-a consolidat reputația bine meritată în mediul academic din regiunea Mureș și își reafirmă misiunea și valorile în cadrul Universității George Emil Palade din Târgu Mureș, în ceea ce privește educația în domeniile economic și juridic.
Toate specializările oferite de Facultatea de Economie și Drept sunt acreditate sau autorizate, confirmând calitatea învățământului superior oferit. În plus, facultatea a obținut calificativul de "încredere ridicată" în urma evaluărilor externe ARACIS, anterioare anului 2018.
Facultatea oferă și învățământ la formă redusă de frecvență, prin intermediul Centrului I.F.R., pentru specializările "Management", "Contabilitate și informatică de gestiune" și "Drept".
În cadrul Facultății de Economie și Drept, au fost acreditate programe de studii masterale, precum "Managementul afacerilor", "Managementul resurselor umane", "Contabilitate și audit", "Masterat profesional european în administrația publică", "Gestiune financiar bancară", "Instituții judiciare și profesii liberale", "Administrarea afacerilor în comerț, turism și alte servicii" și "Achiziții Publice". De asemenea, a fost introdus în 2017 un nou program de masterat cu durata de un an, "Achiziții Publice", pentru a răspunde nevoilor pieței muncii.
Facultatea de Economie și Drept găzduiește peste 1000 de studenți în diverse forme de învățământ, generând astfel o responsabilitate crescută pentru cadrele didactice și personalul administrativ, care își asumă cu seriozitate calitatea procesului educațional. Facultatea beneficiază de un corp profesoral alcătuit din peste 60 de cadre didactice cu experiență remarcabilă în domeniile lor și de cadre tinere în căutarea afirmării.
Colaborările cu specialiști din instituții și companii din Mureș și din alte regiuni ale țării, precum Cluj-Napoca și București, aduc o perspectivă practică în procesul educațional. Acești colaboratori contribuie la punerea în practică a cunoștințelor teoretice și la îmbinarea armonioasă dintre teorie și practică.
Facultatea de Economie și Drept se sprijină pe două departamente, respectiv Departamentul ED1 - Științe Economice și Departamentul ED2 - Drept și Administrație Publică, care au un rol esențial în cercetarea și dezvoltarea specializărilor de licență și master. Contribuția acestor departamente se reflectă în calitatea educației, în publicațiile științifice, în participarea la evenimente academice și în cercetarea aplicativă.
Facultatea încurajează mobilitatea internațională prin programul ERASMUS+, oferind studenților și cadrelor didactice șansa de a studia sau de a realiza stagii în străinătate. Aceste experiențe au un impact pozitiv asupra dezvoltării personale și profesionale, favorizează schimbul intercultural și contribuie la creșterea prestigiului instituției.
În concluzie, Facultatea de Economie și Drept se angajează în oferirea unei educații de înaltă calitate, dezvoltă cercetarea și promovează inserția profesională a studenților săi, contribuind la dezvoltarea societății și a economiei locale, naționale și internaționale.  Arhivat în 8 septembrie 2023, la Wayback Machine.

## Rectori
Rectorii Universității de Medicină și Farmacie din Târgu Mureș în ordin cronologic:
- Lajos Csőgör (1945-1949)
- György Feszt (1949-1952)
- Károly Székely (1952)
- Zoltán Ander (1952-1953)
- Tibor Andrásofszky (1953-1964)
- Lajos Csőgör (1964-1967)
- György Puskás (1967-1976)
- János László (1976-1984)
- Gheorghe Bancu (1984-1989)
- Ioan Pascu (1989-2000)
- Marius Anton Sabau (2000-2004)
- Constantin Copotoiu (2004-2012)
- Leonard Azamfirei (2012-)

## Profesori renumiți
- István Bocskay, medic dentist, decanul Facultății de Medicină Dentară
- Lajos Csőgör, medic dentist, primul rector al Universității
- István Kompecher, medic, anatomist, histolog
- Dezső Kovács, medic primar chirurgie oro-maxilo-facială (OMF)
- Dezső Miskolczy, medic neurochirurg, psihiatru, membru a patru academii
- László Mühlfay⁠(hu)[traduceți], medic primar ORL, membru al Academiei de Științe Maghiare din Budapesta
- József Szentpétery⁠(hu)[traduceți], medic, anatomist
- Gheorghe Simu, anatomopatolog
- Gheorghe Roșca, medic, histolog

## Organizații studențești
- Societatea pentru Inovație, Dezvoltare și Educație Medicală – SideMED
- Asociația Studenților Maghiari
- Liga Studenților din Târgu Mureș
- Organizația studențească de medicină dentară- OSMD
- Organizația studențească de medicină de urgență - OSMU
- Asociația Studenților Farmaciști (ASF)
- ESTIEM LG Târgu Mureș (European Students of Industrial Engineering and Management)
- ELSA Târgu Mureș (The European Law Students' Association)
- Asociația Tinerilor Basarabeni din Mureș